# サブラタ

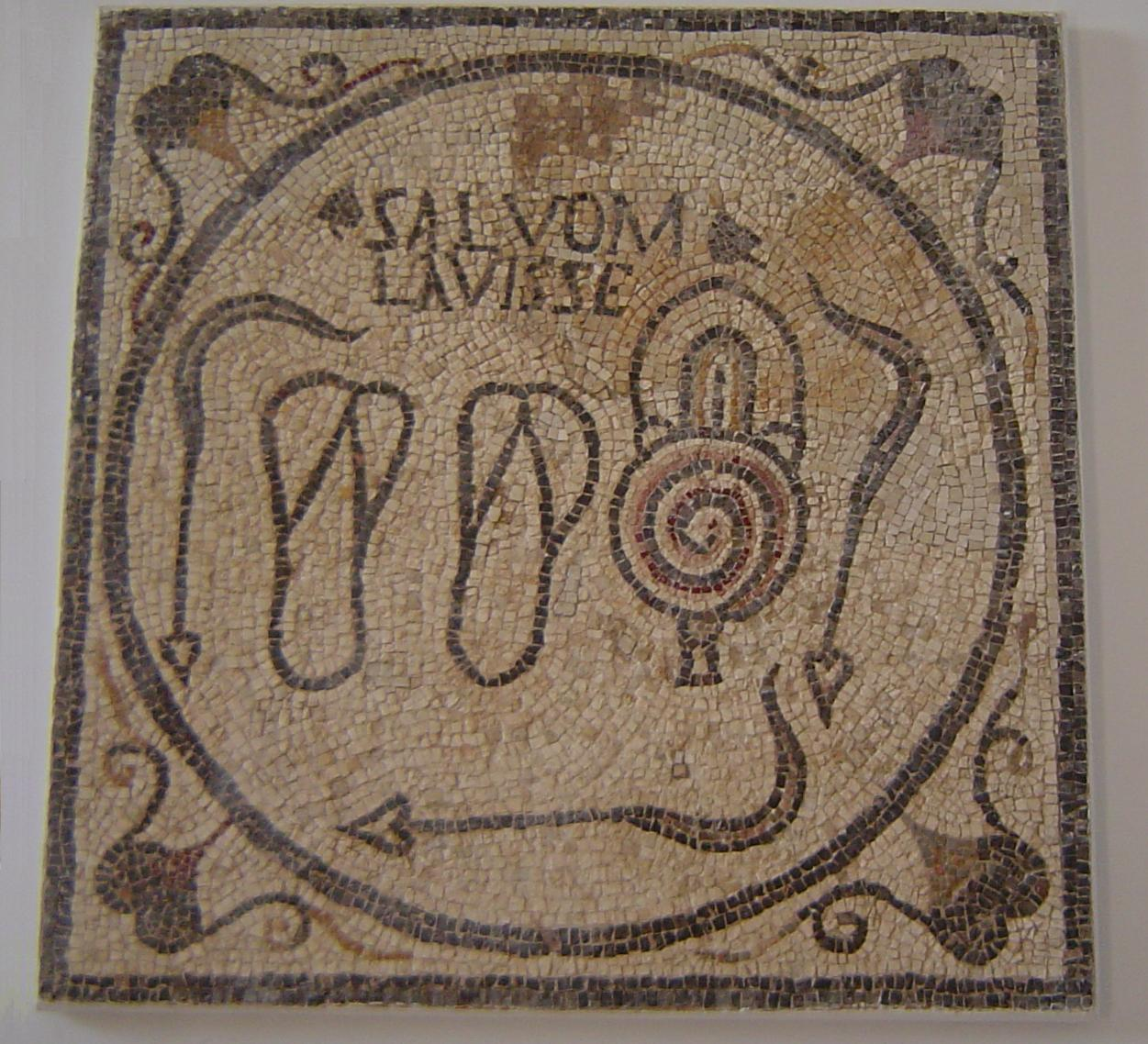
サブラタの公衆浴場のモザイク。ラテン語で「入浴は体に良い」と書かれている。

サブラタは、古代トリポリタニアの三都市のうち、最西端に位置した都市。現在のリビアの北西部ザーウィヤ県に位置する。現在のトリポリ（かつてのオエア）の西約65kmの地中海沿岸に存在した都市で、その遺跡群は1982年にユネスコの世界遺産（文化遺産）に登録された。

## 古代のサブラタ
サブラタ港の建造は古く、おそらく紀元前500年頃にフェニキア人の交易拠点として建造されたものである。そこは、アフリカの後背地の産品を扱う沿岸部のアウトレットとしての役割が与えられていた。
サブラタは、一時マシニッサ王が治めていた短命のヌミディア王国の属領となったあと、ローマ帝国の組み込まれ、西暦2世紀から3世紀に都市が再建された。セプティミウス・セウェルス帝が近隣のレプティス・マグナに生まれたこともあって、彼の治世下がサブラタにとっても記念すべき絶頂期であった。
しかし、この町は4世紀に相次いだ地震の被害を受け、とりわけ365年の地震の被害が大きかった。その後、ビザンティン帝国総督のもとで、規模を縮減する形で町は再建された。マグレブをアラブが占領して数百年と経つうちに、交易の拠点は移り変わり、それにつれてサブラタは一村落へと衰退していった。

## 考古遺跡
サブラタの遺跡で有名なのは、3層構造を保っている雄大な3世紀の劇場だが、そのほかにもリベル・パテル（ディオニュソスと同一視される酒の神）、イシス、セラピス (Serapis) などに捧げられた神殿群がある。

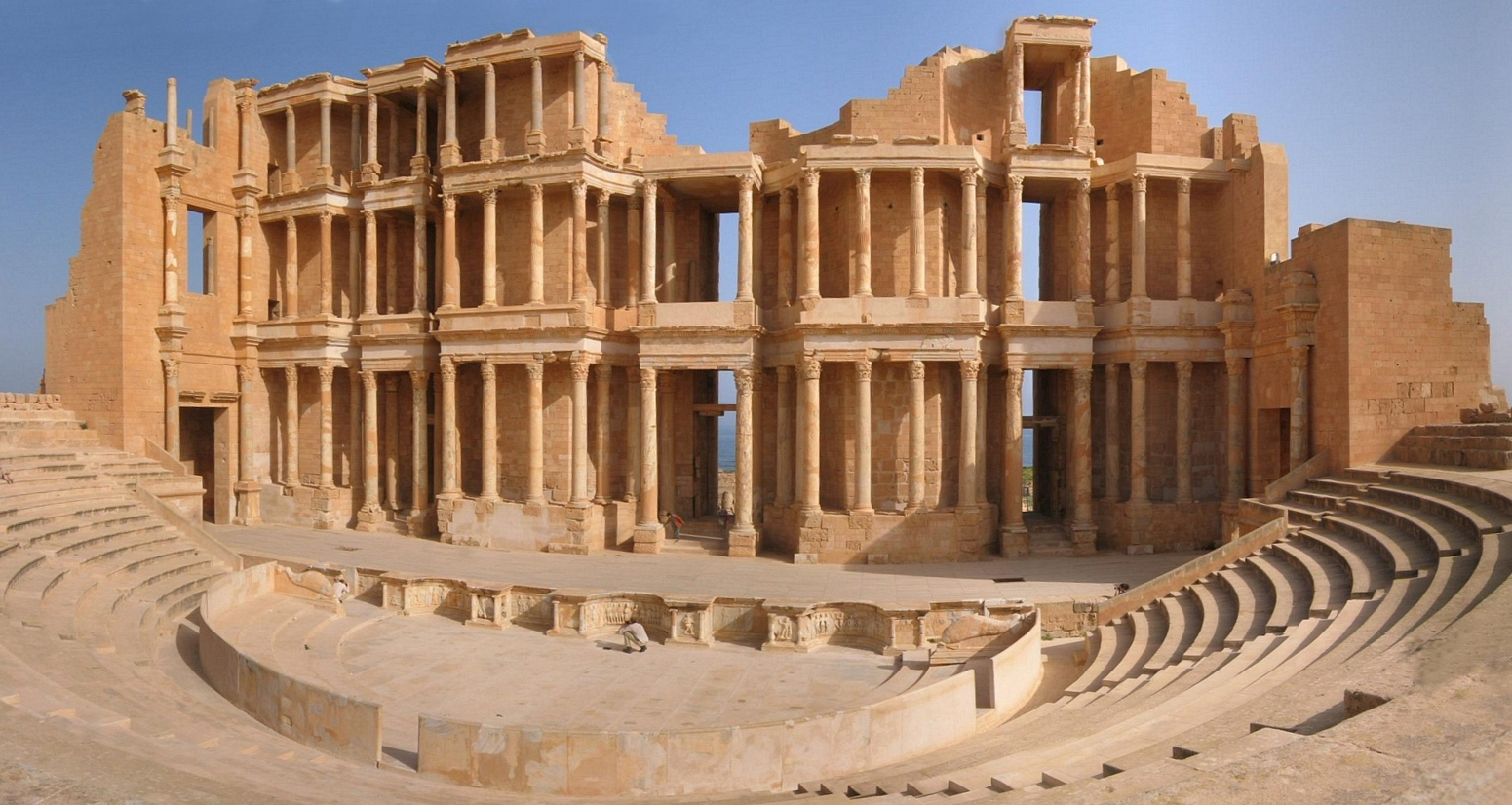
サブラタの劇場跡

ユスティニアヌス1世の治世下に建てられたバシリカ式教会堂も現存し、北アフリカのローマ都市の住居群を華やかに彩ったモザイクの床板もいくらかは現存している。床板のなかで保存状態が良いのは、海を臨む公衆浴場跡と劇場に残る白黒の床板である。
隣接する博物館では、サブラタの出土品のいくらかを見ることが出来るが、残りはトリポリにある国立博物館に収蔵されている。 

## 世界遺産

### 登録基準
この世界遺産は世界遺産登録基準のうち、以下の条件を満たし、登録された（以下の基準は世界遺産センター公表の登録基準からの翻訳、引用である）。
- (3) 現存するまたは消滅した文化的伝統または文明の、唯一のまたは少なくとも稀な証拠。

### 危機遺産
2016年の第40回世界遺産委員会では、リビア国内の衝突による損壊および今後引き起こされるさらなる損壊への懸念から、本物件を含め、その時点で登録されているリビアの世界遺産5件全てが危機にさらされている世界遺産（危機遺産）リストに登録された。